# Шмокін Сергій Миколайович
Сергій Миколайович Шмокін (рос. Сергей Николаевич Шмокин; нар. 24 лютого 1973) — російський футболіст, захисник та півзахисник.

## Життєпис
Вихованець ставропольської футбольної школи. Професіональну кар'єру розпочав у смоленській «Іскрі», де провів три роки, лише 1990 року орендувався «Локомотивом» (Мінеральні Води). Потім зіграв чотири сезони у кисловодському «Олімпі», за який провів 101 матч та відзначився 6-ма голами. Далі був сезон у смоленському «Кристалі» і два роки в георгіївському «Торпедо». Після недовгого перебування в «Ладі-Тольятті» провів два сезони в «Біохімік-Мордовія», потім по черзі повертався в «Локомотив» й «Олімп», який змінив назву на СЦОП.
Після сезону до «Балакового» вирушив у в'єтнамський «Намдінь». Порекомендував футболіста хтось із росіян, які грали там раніше. Провів один сезон у клубі, після чого звільнений через можливе перебільшення ліміту легіонерів: нігерійський півзахисник «Намдіня» привіз у команду трьох своїх співвітчизників. Зрештою Сергій підписав контракт із «Селенгою». Тим часом із нігерійцями у «Намдіня» не склалося, і клуб зв'язався зі Шмокіним, запросивши повернутися та привезти ще одного гравця. Він обрав свого колишнього одноклубника Миколу Ткаченка. 2004 року став срібним призером чемпіонату В'єтнаму. 2006 року повернувся на батьківщину, підписав контракт з «Біологом-Новокубанськом», після того сезону завершив кар'єру.